# 津山市立清泉小学校
津山市立清泉小学校（つやましりつ せいせんしょうがっこう）は、岡山県津山市綾部にある公立小学校。全校児童71人全6クラス。（特別支援学級を含むと7クラス。）

## 学区
特段の事情がない限り、以下の地域が清泉小学区。中学校はそのまま全域が津山東中学区に含まれる。
- 堀坂
- 妙原
- 三浦
- 綾部
- 吉見

## 最寄り駅
JR因美線:美作滝尾駅

## 教育目標
- 豊かな人間性を培い、自ら学び、たくましく生きる清泉の子どもを育成する。[3]

## 沿革
- 1876年(明治9年) - 勝北郡山形村に新野小学校創立
- 1878年(明治11年) - 綾部村米山に静修小学校設立
- 1879年(明治12年) - 静修小学校が綾部小学校と改称。新野小学支校設立
- 1885年(明治18年) - 新野小学支校が分離独立して精業小学校設立
- 1887年(明治20年) - 綾部小学校が尋常綾部小学校と改称。精業小学校が尋常精業小学校と改称
- 1893年(明治26年) - 尋常綾部小学校と尋常精業小学校が合併して東北条郡神庭村・勝北郡滝尾村組合立清泉尋常小学校となる
- 1909年(明治42年) - 現在地に移転移築。苫田郡神庭村・勝北郡滝尾村組合立清泉尋常高等小学校と改称
- 1941年(昭和16年) - 苫田郡神庭村・勝北郡滝尾村組合立清泉国民学校と改称
- 1947年(昭和22年) - 苫田郡神庭村・勝北郡滝尾村組合立清泉小学校と改称
- 1954年(昭和29年) - 津山市立清泉小学校と改称